# Rossbytal
Rossbytalet (Ro), efter Carl-Gustav Arvid Rossby, är ett dimensionslöst tal som används för beskrivning av fluida strömmar. Ett rossbytal är förhållandet mellan tröghet och corioliskraft.
Det används vanligen för geofysiska fenomen som förekommer i oceaner och i jordatmosfären, där det anger vikten av den coriolisacceleration som uppstår genom planetär rotation.
Rossbytalet (Ro och inte Ro) definieras som
{\displaystyle \mathrm {Ro} ={\frac {U}{Lf}}}
där 
- U är den karaktäristiska hastigheten
- L är fenomenets längdskala
- f = 2 Ω sin φ är coriolisfrekvensen, där Ω är vinkelfrekvensen för den planetära rotationen och φ är latituden.

Ett litet rossbytal är betecknande för system vilka starkt påverkas av corioliskrafter och ett stort rossbytal betecknar system i vilka inertiala and centrifugala krafter dominerar. Till exempel, i tornados, är rossbytalet stort (≈ 103), i lågtrycksområden är det lågt (≈ 0.1 – 1) och i haven är talet av storleksordningen 1, men kan beroende på fenomenet sträcka sig över flera storleksordningar (≈ 10−2 – 102).
När rossbytalet är stort kan effekterna av planetära rotationer försummas. Stora rossbytal fås då f är liten, som i tropikerna och för lägre latituder; eller därför att L är liten, det vill säga, för småskaliga rörelser eller vid höga hastigheter, 
När rossbytalet är litet, är effekterna av planetär rotation stor.